# Cyclomia tumidilinea
Cyclomia tumidilinea là một loài bướm đêm trong họ Geometridae.